# Číž
Číž é um município da Eslováquia, situado no distrito de Rimavská Sobota, na região de Banská Bystrica. Tem 6,14 km² de área e sua população em 2018 foi estimada em 682 habitantes.

## Demografia
| Ano:        | 1994 | 2004   | 2014   | 2024   |
| ----------- | ---- | ------ | ------ | ------ |
| Broj ljudi: | 682  | 707    | 669    | 683    |
| Razlika:    |      | +3,66% | -5,37% | +2,09% |

| Ano:               | 2023 | 2024   |
| ------------------ | ---- | ------ |
| Número de pessoas: | 682  | 683    |
| Diferença:         |      | +0,14% |